# 開基武廟
關帝港開基武廟，俗稱小關帝廟，位於臺灣臺南市中西區，是一間供奉文衡聖帝（關羽）的廟宇。該廟的前殿（原本的正殿）被公告為臺南的直轄市市定古蹟，登錄名稱為開基武廟原正殿。

## 沿革

### 開創
按《開基武廟廟誌》所載，開基武廟位於臺灣府城大西門內關帝港，被認為始建於明鄭時期，明永曆十六年（1662年）當時鄭成功部將自福建省泉州府晉江縣的通淮關岳廟奉請二個關聖帝君神像來臺，民間在永曆二十三年（1669年）在承天府西定坊的港口前，搭蓋草寮來供奉神像，隨後因參拜者日益增多而而集資在原址建廟，成為全台灣首座興建的關帝廟，故名為「開基武廟」。又因該廟與後來的祀典武廟同樣祭祀關公但且面積較小，因此民祀位低，使得居民都稱此廟為「小關帝廟」。該廟不但面積較祀典武廟小，19世紀前也為民間所興建、管理，因此維護上不若祀典武廟。

### 近代
1926年，民間人士依照原建築型式對開基武廟加以調整，但1945年第二次世界大戰期間，該廟受到盟軍轟炸幾乎全毀，屋頂遭受焚燒，直到1947年經地方仕紳籌款才於原址修繕。其後雖然經過幾次興修，特別是1974年因正殿屋頂漏水嚴重而展開重修的工程中將後殿拆除，而正殿部分仍依稀可見以往風貌，1976年新大殿落成，部分原先供奉在正殿的神像移至大殿供奉此外經多次整建後，該廟古建築僅剩下當初三川門與正殿的部分，因此內政部於1985年指定該建物為古蹟時，登錄名稱為「開基武廟原正殿」。

## 建築設計
開基武廟屬於街屋型態的廟宇建築，廟前緊臨道路，原屬於三落之建築格局，後1974年將後殿拆除，並於正殿右後方另外興建明聖堂、正殿正後方興建新大殿，現在指定為古蹟的部分則由三川門與正殿部分構成，雖格局狹小仍形成連續的空間，結構牆體均採磚石造，建築構造則是硬山擱檁的承重牆系，正殿屋頂為硬山單簷燕尾式。
此外，開基武廟所留存的匾額等文物也頗為豐富，其中石碑保存自清嘉慶二十三年（1818年）的「重興開基武廟臺郡郊舖紳士捐金碑記」與「重興開基武廟本境郊舖紳士捐金碑記」。現存最古之文物則是清乾隆四十一年（1776年）由武廟信徒所獻之「衡文天闕」匾，以及清嘉慶十一年（1806年）的「行大道」匾，光緒二年（1876年）的「立人極」匾等古物。
正殿仍在使用中的鐘鼓為清咸豐八年（1858年）製作，鐘屬於清代常見的圓體平口大鐘，材質為鉎鐵，鐘面有銘文。

## 主祀
開基武廟正殿主祀文衡聖帝（關羽），神像左側則為戰後增祀的張仙大帝與王靈天君，神龕內同時供奉五公菩薩神牌，五公菩薩為寶公、朗公、志公、化公、康公，另外在神龕下方供奉虎爺，山牆設置壁龕供奉馬使爺與赤兔馬。正殿神龕後方供奉三官大帝，正殿右後方的明聖堂供奉地藏王菩薩與歷代先賢，祭祀多為廟方主事主導。

### 交誼境
米街廣安宮、首貮境萬福庵、南勢街西羅殿、玉泉文衡殿、六興境帆寮慈蔭亭、開基共善堂、外關帝港厲王宮、祀典武廟、大武街聖帝殿。

## 圖片

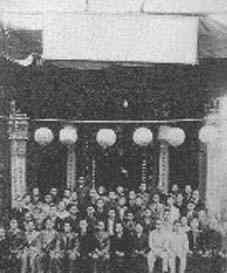
1949年開基武廟重修後照片
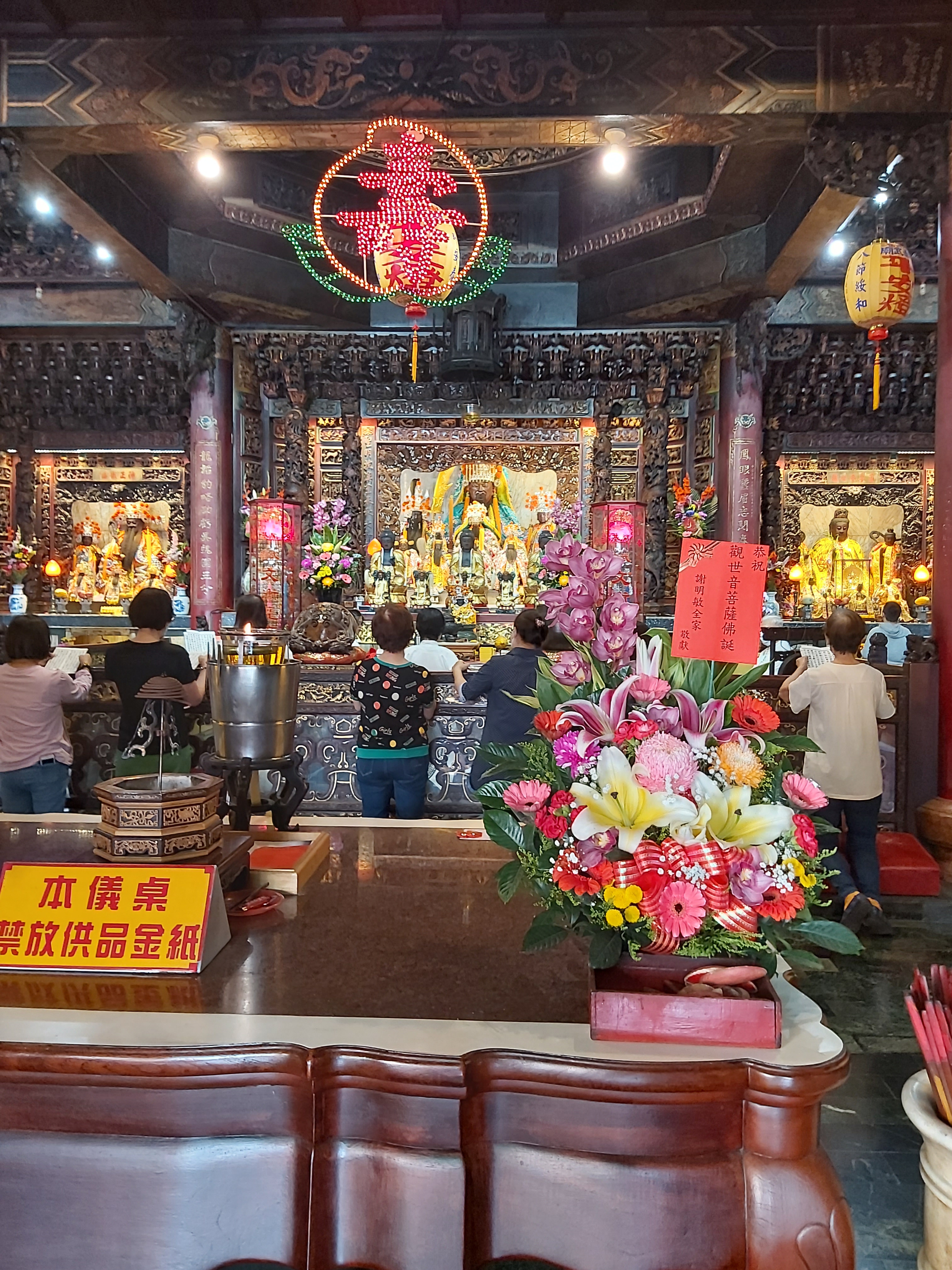
開基武廟廟內，面積較祀典武廟為小
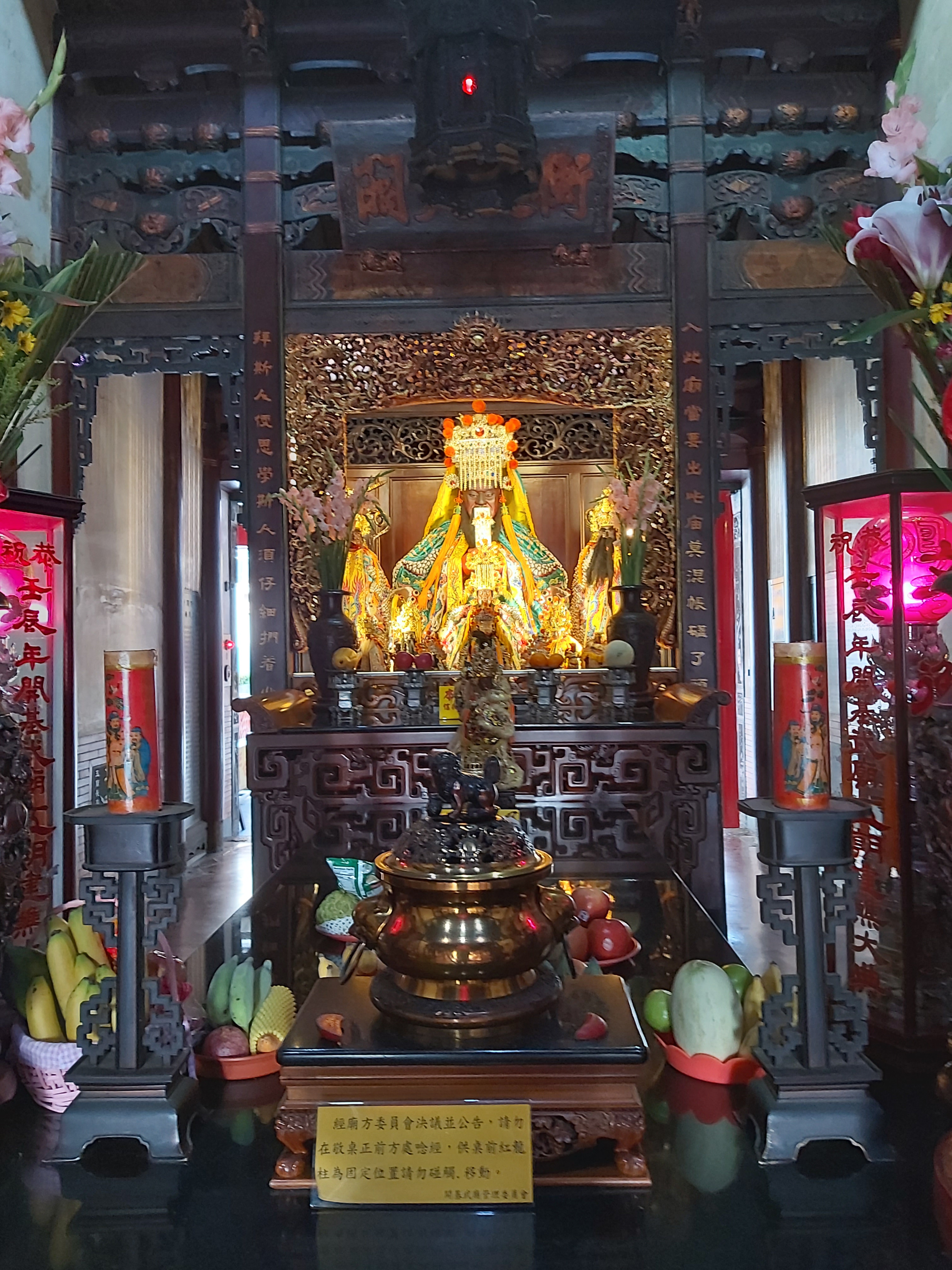
開基武廟原正殿廟內
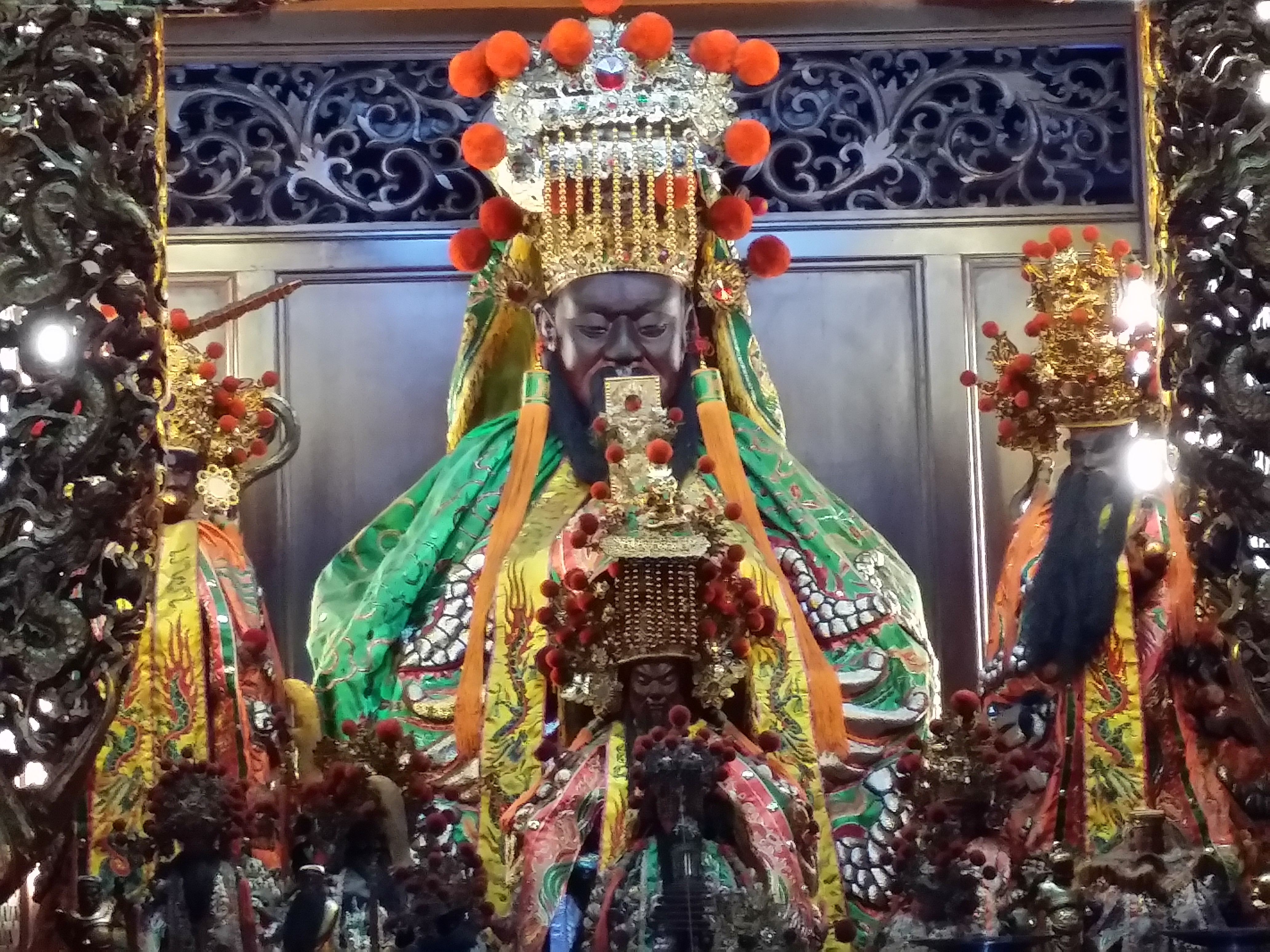
開基武廟主祀神-關聖帝君
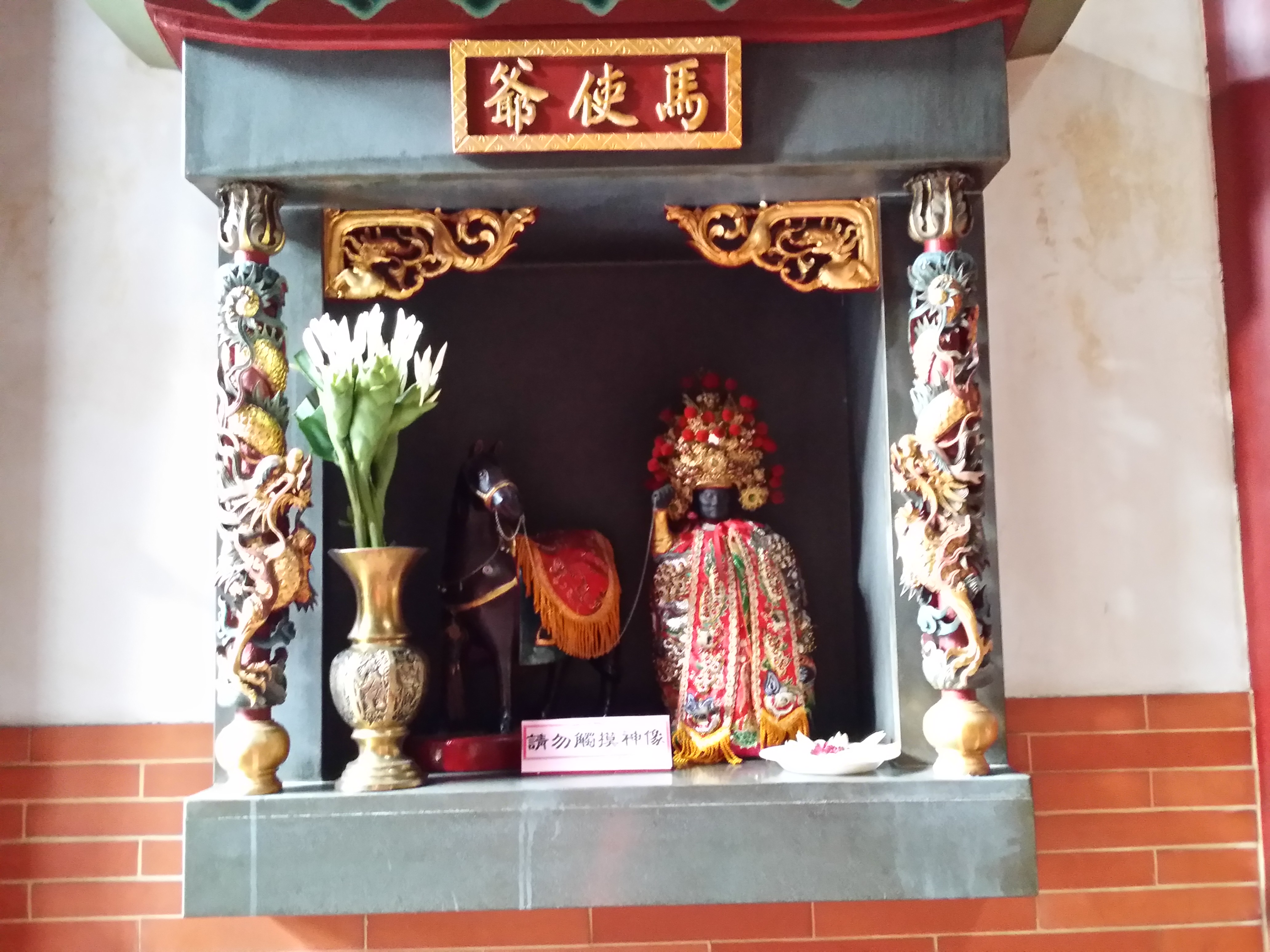
開基武廟配祀-馬使爺

## 外部連結
- 臺南開基武廟——文化部文化資產局 （页面存档备份，存于）
- 臺南開基武廟——文化部iCulture （页面存档备份，存于）
- 臺南開基武廟——臺灣宗教文化地圖 （页面存档备份，存于）